# Уриваєво (село)
Урива́єво (рос. Урываево) — село у складі Панкрушихинського району Алтайського краю, Росія. Адміністративний центр Уриваєвської сільської ради.

## Населення
Населення — 413 осіб (2010; 610 у 2002).
Національний склад (станом на 2002 рік):
- росіяни — 91 %